# 埃奇韋爾
埃奇韋爾（Edgware）是位於英國倫敦北部的一個地區，在行政區劃上屬於巴內特倫敦自治市。沃爾瑟姆斯托位於查令十字西北
10英里（16.1）處。在歷史上埃奇韋爾曾是米德塞克斯郡的一部分。埃奇韋爾是倫敦計劃中的重點開發地區之一。